# 반상
반상(飯床)은 밥을 중심으로 하는 상이다. 밥과 국, 김치를 기본으로 하고, 반찬의 수에 따라 3첩, 5첩, 7첩 등의 이름이 붙는다. 그 밖에 9첩과 12첩이 있는데, 9첩 반상은 옛날 왕가에서 차릴 수 있었고, 12첩 반상은 궁중에서만 차렸다.죽은 아침을 가볍게 먹고 싶을 때나, 병인식, 보양식으로 먹게 된다. 죽상에는 죽에 간장과 맵고 짜지 않은 동치미나 나박김치, 새우젓찌개, 북어포무침, 육포, 어포, 자반을 놓는다.